# محوطه اسرافیل بلاغی
محوطه اسرافیل بلاغی مربوط به دوره اشکانیان - دوره ساسانیان - سده‌های اولیه دوران‌های تاریخی پس از اسلام است و در شهرستان مشگین‌شهر، بخش مرادلو، دهستان یافت، روستای مشیران واقع شده و این اثر در تاریخ ۲۶ اسفند ۱۳۸۷ با شمارهٔ ثبت ۲۵۸۱۸ به‌عنوان یکی از آثار ملی ایران به ثبت رسیده است.